# Sky Castle
A Sky Castle (hangul: SKY 캐슬, RR: SKY Kaeseul) 2018-ban bemutatott dél-koreai televíziós sorozat, melyet a JTBC csatorna vetített Jom Dzsunga (Yeom Jung-ah), I Theran (Lee Tae-ran), Jun Szea (Yoon Se-ah), O Nara (Oh Na-ra) és Kim Szohjong (Kim Seo-hyung) főszereplésével.
A sorozat egy luxus lakóház-kompelxumban játszódik le,ahol Dél-Korea társadalmának csupán 0,1%-a élhet, vagyis a leggazadagabb emberek. A történet négy feleség körül forog, akik bármit megtesznek, hogy gyermekeik a legerősebb egyetemek (rövidítve a három egyetem SKY) egyikébe bejussanak.

## Szereplők
Főszereplők
- Jom Dzsonga (Yeom Jung-ah): Han Szodzsin (Han Seo-jin)

Egy háziasszony, aki egy ortopéd sebésznek felesége és két lánya van. Mindenki által irigyelt megjelenéssel és élettel rendelkezik, holott hazudott mivoltáról az ottaniaknak. Rideg és zsarnok személyiség, de ezen arca csak a családi balsorsokban jelenik meg leginkább. Egy asszony, aki mindent megtesz,hogy nagyobbik lányát az ország legjobb egyetemére bejutassa. 
- I Theran (Lee Tae-ran): I Szurim (Lee Sue-rim)

Írónő, a negyed új lakója. Szülei árvaházat üzemeltetnek; ott ismerkedett meg férjével. Han Szodzsinnal osztálytársnő volt a középiskolában. Finom, jólelkű hölgy,aki bármit megtesz mostohafiáért és sajátjaként szereti. Erkölcsi igényesség jellemzi.
- Jun Szea (Yoon Se-ah): No Szunghje (No Seung-hye)

Háziasszony, akinek férje egy egyetemi professzor. Van két fia meg egy lánya. Gyöngéd asszonyi nem, aki szereti gyermekeit és megvédi apjuk zsarnokságával szemben. Hamar összebarátkozik az új lakóval (az írónővel). 
- O Nara (Oh Na-ra): Csin Dzsinhi (Jin Jin-hee)

Egy ortopéd sebésznek a felesége, és könnyen manipulálható, habár büszkesége is van. Érdekből barátkozik Han Szodzsinnal,de feltekint reá. Egyetlen fiát orvostanhallgatónak szeretné küldeni az ország legjobb egyetemére,noha annak ez nincs fogára.
- Kim Szohjong (Kim Seo-hyung): Kim Dzsuhjong (Kim Joo-hyung)

Híres magántanárnő,aki szigoráról és pontosságáról ismert. Nagy népszerűségnek örvend, és minden diákja bejut azon egyetemre,ahova óhajtanak menni. 
Mellékszereplők
Kang család
 Dszung Dzsunho (Jung Joon-ho):
 Kang Dzsunszang (Kang Joon-sang)
Ambíciós ortopéd sebész a Dszunam Kórházban,aki a középiskola elvégzése után a legnagyobb érettségi jeggyel végzett az országban. Az elismerésen, túrázáson és hírnéven kívül sok más nem foglalkoztatja. Hideg,de pontos ember. Később a Dzsunam Kórház Ízület-és Gerincsebészeti Centrumának főigazgató főorvosa lesz. 
Kim Hjejun (Kim Hye-yoon):
Kang Jeszo (Kang Ye-seo)
Egy elkényeztetett középiskolás lány,akit irigység és önimádás jellemez,amiért szinte senki sem barátkozik vele. Példatanulóként ismert sokak számára. Hideg személy, aki sok mindenkit lenéz és csak magának él,de gyengesége az önmaga zsarnoksága. Álma az,hogy bejusson az ország legjobb egyetemére,és orvostanhallgató legyen. Hajlandóságot érez az új lakók fia iránt,aki egyben osztálytársa is.
I Dzsivon (Lee Ji-won):
Kang Jebin (Kang Ye-bin)
Han Szodzsinék kisebbik lánya, kedves és jószívű,aki magára marad övéi közt. Nem az erőssége a tanulás. Édesanyja szeretetére és törődésére vágyik,aki csak nővérét pártfogolja és szereti igazán.
Dzsung Eri (Jung Ae-ri):
Jun asszony (Madame Yoon)
Kang Dzsunszang édesanyja,aki bármit megtesz azért,hogy fiát minél elismertebb emberré tegye. Hideg,valamint kiállhatatlan vénasszony. Ő akarja Jeszo bejutását a SNU orvosi kárára,hogy a családban legyen három generációs orvos.
Hvang család
Cshö Vonjung (Choi Won-young):
 Hvang Cshijung ( Hwang Chi-young)
Jólelkű és igazságos idegsebész a Dszunam Kórházban,aki törődik betegeivel.  A kórházigazgató rendkívüli sebészi készségei miatt vette fel, valamint nagyon megbecsüli munkáját. Egy helyi egyetemen végzett,amiért Dzsunszang lenézi.
Első feleségét még korábban elvesztette,majd feleségül vette I Szurimot.
Kang Cshanhi (Kang Chan-hee):
Hvang Udzsu (Hwang Woo-joo)
Egy példatanuló,aki nemcsak jóképű,de szinte mindenki által kedvelt. Hős szerelmes is egyben. Megértő és jószívű ifjú,aki segít embertársain. Kang Jeszo hajlandóságát nem viszonozza,hisz neki más valaki tetszik; egy osztálytársnőjük,akit Jeszo irigyel és megvet. Ezért szerelmi háromszög alakul ki  köztük.
Csha család
Kim Bjongcshol (Kim Byung-Chul):
Csha Minhjok (Cha Min-hyuk)
Egyetemi professzor,aki jogot tanít, és az országban a legnagyobb államvizsga jeggyel végzett. Rideg és öntelt személyiség,akit egoizmusa jellemez a legjobban. Szegény család sarja,amit szégyell a többiek előtt; ez a gyengesége is. Önmagát nyugati műveltségűnek tartja. A notorie a lakónegyed legbecsbetartottabb embere,kire vakbuzgóság is vall. Szerinte a társadalmi hierarchia legtetején kell az embernek állnia,aminek hitében otthon tanítja fiait. Keménykezűsége és makacssága később elhidegítí kapcsolatát úgy feleségével,mint gyermekeivel. 
Park Juna (Park Yoo-na):
 Csha Szeri (Cha Se-ri)
Minhjok és Szunghje legidősebb gyermeke,eleinte apja büszkesége. A jeles kisasszony hazudott családjának a Harvard Egyetemre való bejutásáról,ami később kiderült. Egy szórakozóhelyen dolgozik,amiért apja megveti. A sorozat végen viszont kibékül vele.
Kim Donghi (Kim Dong-hee):
Csha Szodzsun (Cha Seo-joon)
A Csha ikrek közül a nagyobbik. Csendes természetű, segítőkész és nyugodt,aki bölcsebb fívérénél.
Dzso Bjongkju (Jo Byeong-gyu):
Csha Kidzsun (Cha Ki-joon)
Heves természetű,aki makacsságában apjára üt. Ugyanakkor kedves és mindig megvédi azt,akit szeret. 
U család
Dzso Dzsejun (Jo Jae-yoon):
U Jangu (Woo Yang-woo)
Alamuszi ortopéd sebész, aki dr. Kang alárendletje,és érdekből barátkozik vele. Noha hűséges hozzá,Hvang Cshijungra is felnéz és nagyratartja. Furfangos atyafi is egyben.
Ju Dzsinu (Yoo Jin-woo):
U Szuhan (Woo Soo-han)
Dzsinhi és Jangu egyedüli fia,aki Kang Jebin osztálytársa. Nem az erőssége a tanulás, amiért otthon édesanyja sokszor letromfolja. Hajlandóságot érez Jebin iránt,aki jó barátja is egyben,de az nem viszonozza ezt.
Park család
Ju Szongdzsu (Yu Seong-ju):
Park Szucshang (Park Soo-chang)
A Dzsunam Kórházban egykori orvos,valamikor nagyra tartott személy volt a lakónegyedben is. Felesége elvesztését követően nemcsak felmondott,de a negyedből el is költözött,majd fiával elhidegült kapcsolata.
Kim Dzsungnan (Kim Jung-nan):
I Mjungdzsu (Lee Myung-joo)
Dr. Park néhai neje,és Szodzsin jó barátnéja,aki tökéletes élettel rendelkezett. Néki a fia jutott be a SNU orvosi kárára Kim Dzsuhjong magáninstruktornő segítségével; s ő ajánlotta Szodzsinnak Jeszo tanítására az asszonyt. Fia, Jongdzse, beleszeretett cselédjükbe,de ő szétválasztotta az ifjakat. Hírtelen öngyilkossága rázza meg a lakónegyedet. Később viszont furcsaságok kezdtek kiderülni úgy halálának körülményéről, mint fiának bejutásáról a SNU orvosi kárára. 
Szong Gonhi (Song Geon-hee):
Park Jongdzse (Park Yeong-jae)
Mjungdzsu és Szucshang egyedüli fia,aki Kim Dzsuhjong segítségével bejutott a SNU orvosi karára. Kapcsolata szüleivel elhidegült; anyja halálát követően apjával sem tartotta a kapcsolatot,és otthagyta az egyetemet.
További szereplők
Kim Bora (Kim Bo-ra):
Kim Hjena (Kim Hye-na)
Kang Dzsunszang biológiai lánya,aki a Kang házba úgy kerül,hogy Szodzsin felfogadja Kim Dzsuhjong tanácsára. Édesanyja beteg,amiért részmunkaidőre szorul.
Jebin tanulásában segít,és így hamar összebarátkozik vele, ő lesz az egyedüli abból a házból,aki emberszámba veszi. Hvang Udzsu hamar beleszeret. Hjena apjának szeretetére vágyik,amit sosem fog megkapni. 
I Jonszu (Lee Yeon-soo):
Kim Unhje (Kim Eun-hye)
Hjena édesanyja,aki régebben Kang Dzsunszang szeretője volt,de az elhagyta őt saját édesanyja miatt. Súlyos betegségben szenved. Lányát tisztességes és szerény életre tanítja, ami annak világnézetében is meglátszik. Halála lányában felpiszkálja úgy az indulatot, mint azon sajátságos világlátást,mely létének tragikus eleme lesz. 

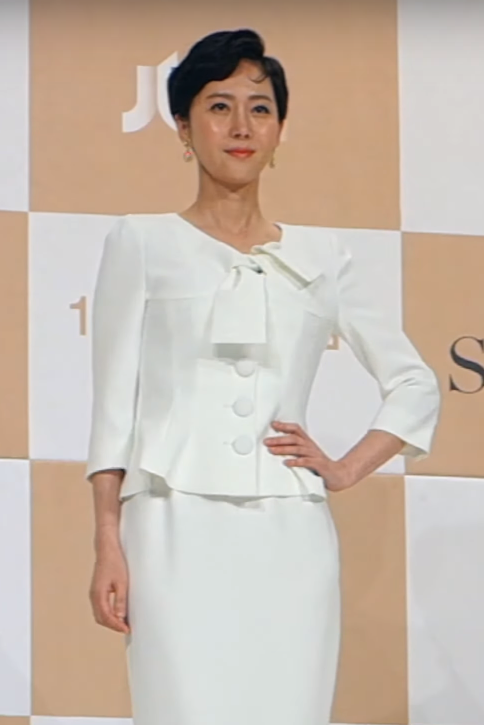
Jum Dzsonga (Yum Jung-ah)
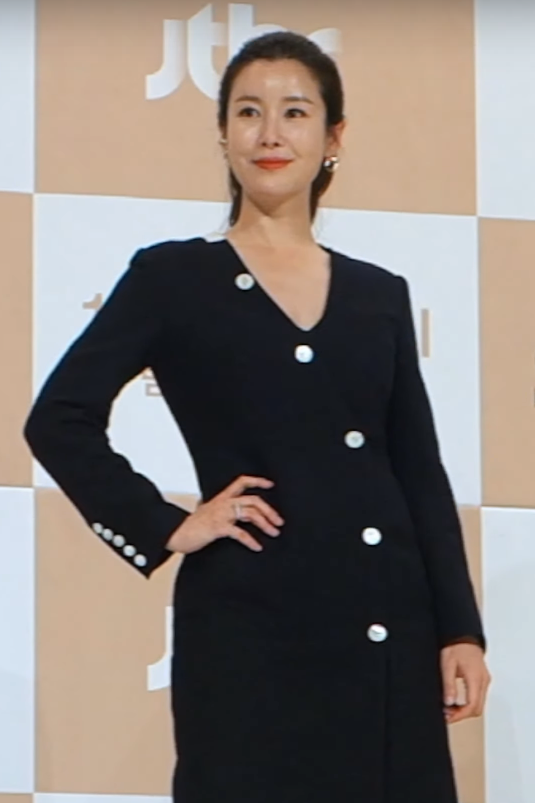
I Theran (Lee Tae-ran)
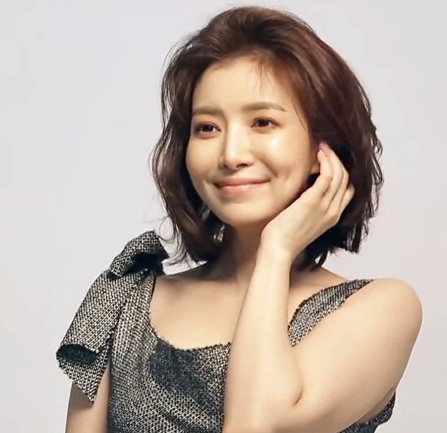
Jun Szea (Yoon Se-ah)
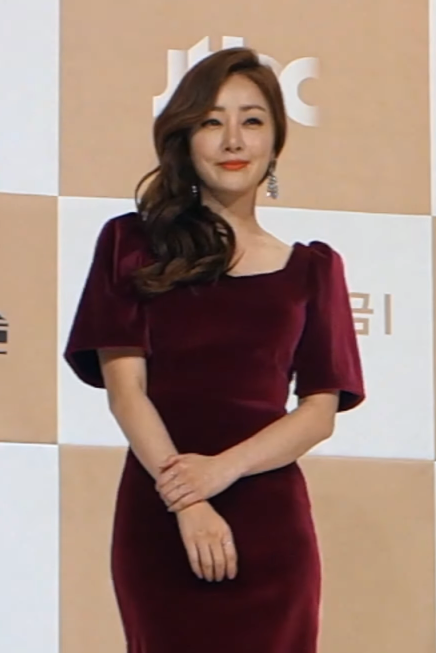
O Nara (Oh Na-ra)
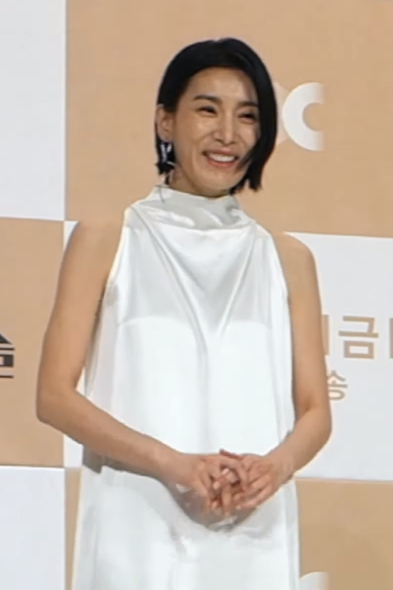
Kim Szohjong (Kim Seo-hyung)